# SUA — Anglia (Campionatul Mondial de Fotbal 1950)
La 29 iunie 1950, Statele Unite ale Americii au învins Anglia cu 1-0 într-un meci de fotbal din grupa a 2-a a Cupei Mondiale pe Estádio Independência din Belo Horizonte, Minas Gerais, Brazilia.
Înainte de meci, Anglia era mare favorită împotriva unei echipe ca SUA adunate în grabă, care era compusă din jucători cu jumătate de normă. Singurul gol al meciului a fost marcat în minutul 38 de atacantul central american, originar din Haiti, Joe Gaetjens⁠(d). Acest joc și echipa americană au fost prezentate de autorul Geoffrey Douglas⁠(d) în cartea sa The Game of Their Lives, care a fost adaptată într-un film cu același nume⁠(d) regizat de David Anspaugh (mai târziu redenumit The Miracle Match).